# Hèrcules (pel·lícula de 1997)
Hèrcules (títol original en anglès: Hercules) és una pel·lícula estatunidenca d'animació de 1997, produïda per Walt Disney Feature Animation. Explica la història d'Hèrcules, fill de Zeus. Va ser la segona pel·lícula de Disney doblada en català que es va estrenar al cinema, un any després de El geperut de Notre-Dame.

## Argument[2]
Hades, senyor de l'inframón, planeja destruir el déu Zeus. Per aconseguir la seva venjança consulta el seu futur a les moiras-graies i aquestes li diuen que si el fill de Zeus, Hèrcules, lluita quan els planetes s'alineïn, és a dir, quan hagin passat divuit anys, serà una amenaça per als seus plans i no aconseguirà regnar sobre l'univers. Per destruir al petit Hèrcules, abans que pugui ser major i tingui més força, Hades envia als seus dos sequaços del mal, Pena i Pànic a segrestar-lo per convertir en mortal al bebè Hèrcules i posteriorment, matar-lo. Just en el mateix instant que li estan donant la poció perquè esdevingui mortal, apareixen dues persones (Amfitrió i la seva dona Alcmena), i els dos sequaços es veuen obligats a amagar-se. Més tard, es converteixen en serps per poder matar el nen, però com aquest no s'havia begut l'última gota de la poció, no s'havia convertit completament en mortal i tenia la força d'un déu, i el nadó aconsegueix acabar amb les dues serps.
Alguns anys després, Hèrcules és un jove que intenta ser acceptat utilitzant la seva enorme força per ajudar, però fa una gran destrossa en un mercat per no poder controlar la seva força, fet que el porta a voler descobrir la veritat del seu passat, ja que pensa que aquesta força no és normal, i els seus pares adoptius li expliquen que el van trobar abandonat i que tenia el medalló dels déus. D'aquesta manera, Hèrcules es dirigeix cap al temple de Zeus, allà li demana al déu respostes sobre el seu passat. Zeus, encarnant en l'enorme estàtua que el representa, li diu que ell és el seu pare i que ho van raptar de petit, però que ha d'esdevenir un heroi per tornar a la muntanya de l'Olimp. Zeus li lliura a Pegàs, un regal de part del seu pare donat de petit, i li diu que busqui a Phil, un sàtir entrenador d'herois, que l'ajudarà a fer-se gran i, així tornar a ser un déu.
El somni de Phil és entrenar al major dels herois, però tots els seus antics alumnes (Odisseu, Perseu, Teseu, i fins al mateix Aquil·les) van ser un fracàs. Després de pregar milers de vegades a Phil que ho accepti, Hèrcules és acceptat per aquest i, així es converteix en el seu entrenador. En acabar l'entrenament Phil aconsella a Hèrcules que viatgin a Tebas, ja que és una de les ciutats que pateix més catàstrofes i sempre es trobava en problemes, i el que necessitaven era un heroi que els salvés de tantes desgràcies. En el camí a la ciutat, Hèrcules sent un crit d'una noia a la qual decideix ajudar, ja que és una damisel·la en perill. Aquesta és Mègara i la salva d'una criatura, el centaure (Nessos), que l'estava molestant. Més tard, es descobreix que Meg treballa per Hades i que intentava convèncer el centaure d'unir-se a l'exèrcit del déu del mal. Hades, en descobrir que Hèrcules segueix viu li dona a la noia la missió de seduir-lo.
A Tebes, Hèrcules es converteix en un dels herois més aclamats, després de vèncer diversos monstres (L'Hidra de Lerna, Medusa i el Lleó de Nemea entre d'altres). Així i tot, Zeus li adverteix que el fet de ser famós no el porta a ser un heroi veritable i menys un déu i, que encara li queda feina per fer.
Phil descobreix els plans d'Hades i informa a Hèrcules que Meg només jugava amb ell, però discuteixen i Phil se'n va. Hades utilitza a Meg perquè Hèrcules perdi els seus poders durant un dia, temps suficient perquè Hades destrueixi l'Olimp, destroni a Zeus i conquisti la terra. Hèrcules accepta amb la condició que Meg no pateixi cap dany.
Hades allibera un grup de titans perquè ataquin la muntanya de l'Olimp i a un ciclop per matar Hèrcules. Zeus es veu superat en força i és atrapat. Alhora, Hèrcules s'enfronta al ciclop, guanyant-lo, però no per la seva força, ja que no té, sinó pel seu enginy i amb l'ajuda moral de Phil qui torna després que Meg vagi en la seva cerca. Hèrcules crema l'ull del ciclop i el lliga pels peus amb una corda, cosa que fa que aquest caigui i provoqui un petit tremolor que fa que una columna del temple es vagi a caure sobre Hèrcules. Meg, interposant-se, el salva deixant-se aixafar i, morint. Com el contracte es trenca, Hèrcules recupera la seva força i marxa a l'Olimp a vèncer els titans. Aconsegueix destruir no només els plans d'Hades, sinó també salvar la vida de Meg. Tot i així, rebutja l'oportunitat de convertir-se en déu per viure a la terra amb la seva estimada.

## Repartiment
- Tate Donovan: Hèrcules
- Josh Keaton: Jove Hèrcules (diàlegs)
- Roger Bart: Jove Hèrcules (cançons)
- Danny DeVito: Filoctetes
- James Woods: Hades
- Susan Egan: Megara
- Bobcat Goldthwait: Pena
- Matt Frewer: Pànic
- Rip Torn: Zeus
- Samantha Eggar: Hera
- Barbara Barrie: Alcmena
- Hal Holbrook: Amfitrió
- Paul Shaffer: Hermes
- Amanda Plummer: Moira Cloto
- Carole Shelley: Moira Làquesis